# Jump (Kris Kross-dal)
A Jump című dal az amerikai Kris Kross duó debütáló kislemeze a Totally Krossed Out című első albumról. A dal nemzetközi sikert aratott, és ez volt a harmadik legkelendőbb dal az Egyesült Államokban. 1992-ben 2.079.000 példányt értékesítettek belőle.

## Története
A Kris Kross tagjai csupán 12 és 13 évesek voltak, amikor megjelent a dal, mely Jermaine Dupri nevéhez fűződik. A kislemez a leggyorsabban fogyó kislemez volt, és a Billboard Hot 100-as listán 8 hétig az első helyig jutott. Ezt a rekordot korábban 1983-ban a The Police együttes Every Breath You Take című dala érte el. A kislemezből, és a debütáló albumból több mint 4 millió példány fogyott el, és elérte az 1. helyezéseket a különböző listákon.
A dal hangmintáit a The Honey Drippers Impeach the President című dalából, valamint  az Ohio Players és a Jackson 5 I Want You Back című dalaiből keverték össze. Az eredeti mintákhoz tartozott az Another Bad Creation csapat Playground című dala is, viszont szerzői jogok miatt azt törölték.

## Megjelenések
| 7" kislemez 1. "Jump" – 3:17 2. "Lil' Boys in Da Hood" – 3:04 CD single 1. "Jump" – 3:17 2. "Lil' Boys in Da Hood" – 3:04 12" maxi – U.S. 1. "Jump" (radio edit) – 3:17 2. "Jump" (extended mix) – 5:09 3. "Jump" (instrumental mix) – 3:17 4. "Lil Boys in Da Hood" – 3:04 12" maxi – U.S. 1. "Jump" (super cat mix) – 4:35 2. "Jump" (instrumental) – 3:32 3. "Jump" (extended dance mix) – 6:47 4. "Jump" (super cat dessork mix) – 3:52 | CD maxi – U.S. 1. "Jump" (extended dance mix) – 6:52 2. "Jump" (super cat dessork mix) – 3:54 3. "Jump" (super cat mix) – 4:37 4. "Jump" (instrumental) – 3:33 CD maxi – Németország 1. "Jump" (radio edit) – 3:17 2. "Jump" (extended mix) – 5:09 3. "Jump" (instrumental mix) – 3:17 4. "Lil Boys in Da Hood" – 3:04 Kazetta single 1. "Jump" (radio edit) – 3:17 2. "Lil' Boys in Da Hood" – 3:04 3. "Jump" (radio edit) – 3:17 4. "Lil' Boys in Da Hood" – 3:04 |

## Slágerlisták
| Slágerlista (1992)                               | Legmagasabb helyezés |
| ------------------------------------------------ | -------------------- |
| Ausztrália (ARIA)                                | 1                    |
| Ausztria (Ö3 Austria Top 40)                     | 7                    |
| Belgium (VRT Top 30 Flanders)                    | 1                    |
| Kanada (The Record)                              | 1                    |
| Kanada Dance (RPM)                               | 2                    |
| Europa (Eurochart Hot 100)                       | 1                    |
| Franciaország (SNEP)                             | 5                    |
| Németország (Media Control Charts)               | 2                    |
| Írország (IRMA)                                  | 1                    |
| Olaszország (FIMI)                               | 5                    |
| Hollandia (Dutch Top 40)                         | 2                    |
| Új Zéland (RIANZ)                                | 1                    |
| Norvégia (VG-lista)                              | 2                    |
| Svédország (Sverigetopplistan)                   | 2                    |
| Svájc (Schweizer Hitparade)                      | 1                    |
| Egyesült Királyság (The Official Charts Company) | 2                    |
| U.S. Billboard Hot 100                           | 1                    |
| U.S. Billboard Hot Dance Club Play               | 13                   |
| U.S. Billboard Hot R&B/Hip-Hop Songs             | 2                    |
| U.S. Billboard Hot Rap Singles                   | 1                    |

### Évvégi Slágerlista Összesítés
| Évvégi Slágerlista (1992) | Helyezések |
| ------------------------- | ---------- |
| Ausztrál kislemezlista    | 12         |
| Holland Top 40            | 20         |
| Svájc kislemezlista       | 28         |
| U.S. Billboard Hot 100    | 3          |

### Helyezések, és eladások
| Ország | Helyezések  | Dátum           | Legmagasabb eladások |
| ------ | ----------- | --------------- | -------------------- |
| France | Ezüst       | 1992            | 125,000 db           |
| U.S.   | 2 x Platina | 1992. május 19. | 2,000,000 db         |